# Neomochtherus oblitus
Neomochtherus oblitus är en tvåvingeart som beskrevs av Tsacas 1968. Neomochtherus oblitus ingår i släktet Neomochtherus och familjen rovflugor. Inga underarter finns listade i Catalogue of Life.